# Redevance poids lourds liée aux prestations
La redevance poids lourds liée aux prestations (RPLP), appelée aussi redevance kilométrique poids lourds ou écotaxe poids lourds est une redevance s'appliquant aux transports de poids lourds sur les axes routiers. Sa valeur dépend du nombre de kilomètres parcourus, contrairement à d'autres formes de prélèvement comme la vignette automobile.
Cette taxe tient compte du fait que les poids lourds dégradent les réseaux routiers beaucoup plus que les véhicules légers sans contribuer dans de justes proportions à l'entretien de ce réseau et aux externalités négatives (pollution, bruit, effet sur la santé qui ont également un coût en prestations)

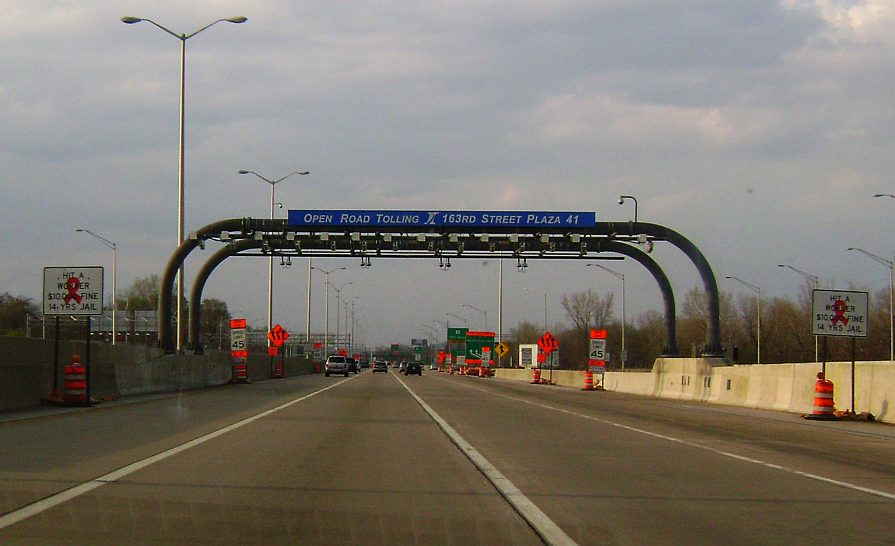
Dans certaines régions des États-Unis ou d'Europe (Suisse, Allemagne, République tchèque), la redevance est automatiquement payée en fonction du type de camion, du nombre d'essieux et du nombre de kilomètres parcourus, grâce à un système de péage s'appuyant sur des portiques et/ou des moyens satellitaire (suivi GPS, solution retenue par la France dans son projet, avec système interopérable embarqué pouvant également fonctionner dans les autres pays européens). Ici un portique situé près de Hazel Crest, dans l'Illinois aux États-Unis)

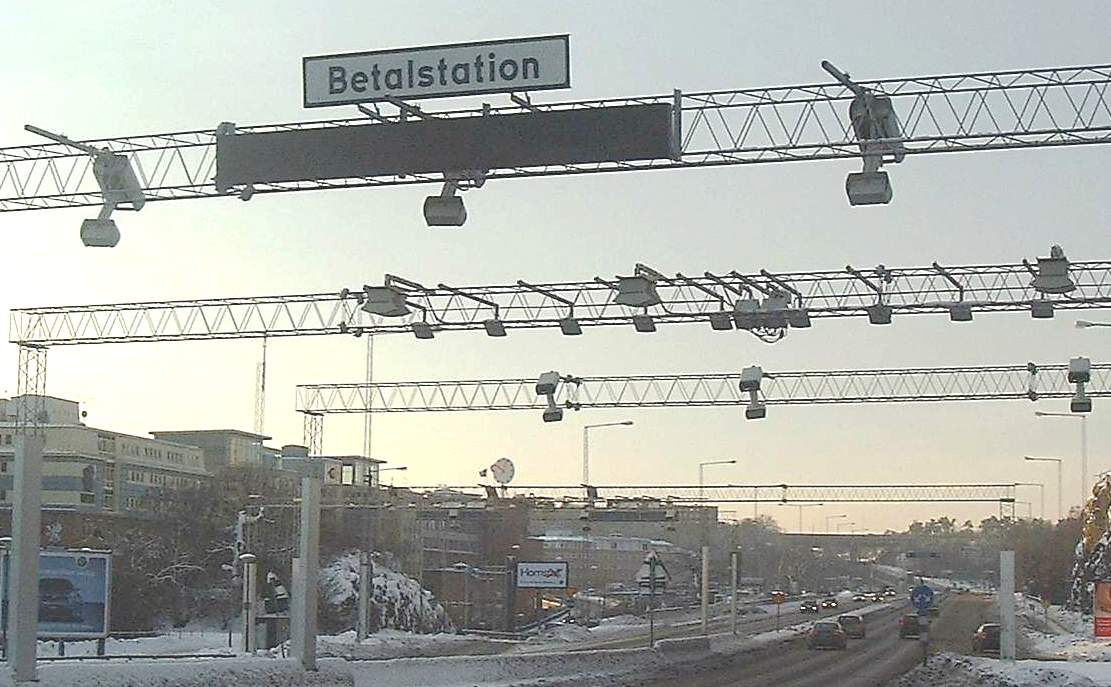
Autre exemple de portiques à Stockholm en 2006.

Son implémentation sur une partie du réseau routier transeuropéen est envisagée depuis plusieurs décennies, et pourrait désormais être facilitée par les progrès des nouvelles technologies de l'information et de la communication (NTIC). Elle a d'abord été effective en Suisse pour le trafic de marchandises transalpin.

## Objectifs
Cette redevance s'inscrit dans une logique de réduction à la source du transport terrestre de marchandise par la route, aujourd'hui majoritairement prépondérant mais dont les sociétés devraient se détacher dans la perspective et le contexte d'une raréfication des ressources en énergies fossiles, d'une augmentation des prix des carburants et d'une moindre contribution aux pollutions et au dérèglement climatique.
Dans une application pragmatique (et telle que proposée par le Grenelle de l'environnement en France), cette redevance pénalise (plus ou moins selon la hauteur de la taxe, qui varie selon les pays) le coût du transport routier pour développer les aménagements permettant le report vers les modes fluvial ou ferroviaire.
Elle encourage l'optimisation logistique (diminution des « retours à vide » de camions) par les transporteurs routiers de marchandises.
Elle est aussi une source de financement public de projets alternatifs d’infrastructure et de construction nécessaires à des transports plus soutenables.

## Par pays

### Allemagne
En Allemagne, l'écotaxe s'appelle LKW-Maut.
En Allemagne, la taxe concerne les poids lourds de plus de 7,5 tonnes, circulant sur autoroutes et routes nationales. Le tarif dépend de la classe de polluant, du nombre d'essieux et de la longueur du trajet.
Le système allemand produit une recette de quatre milliards d’euros par an.
Pour tenter de lutter contre le transfert du trafic de camions sur le réseau secondaire, à compter du 1er juillet 2018, le péage est étendu à l’ensemble des routes nationales soit près de 37 000 km supplémentaires.

### Autriche
Ce pays a d'abord mis en place un système “Ecopoint” remplacé le 1er janvier 2004 par un système de péages (GO-Maut) pour les poids lourds circulant sur autoroute. La redevance est calculée sur la base du nombre d'essieux, pour les véchicules de plus de 3,5 tonnes.

### Belgique
La Belgique a d'abord participé au dispositif « Eurovignette ». En 2015, le pays opte pour un dispositif spécifique, la « taxe kilométrique ». Établie par les régions et à leur profit, la taxe est entrée en vigueur le 1er avril 2016,.
En Wallonie, le montant kilométrique dépend de la masse avec trois tranches : de 3,5 à 12 tonnes, de 12 à 32 tonnes et plus de 32 tonnes, ainsi que de la Norme européenne d'émissions.
En Wallonie, l’entièreté du montant de la taxe est attribué à l'entretien du réseau routier à travers la SOFICO.
La mesure du nombre de kilomètres se fait à l'aide d'un boîtier OBU (pour « on-board unit » en anglais) basé sur le signal GPS dont la présence et l'activation sont obligatoires pour tout véhicule concerné qui circule en Belgique.
En 2021, le système a rapporté 822 M€, dont 274 pour la Wallonie.

#### Critiques en Wallonie
En Wallonie, des habitants et plusieurs élus déplorent que de nombreux camions préfèrent éviter certains tronçons d'autoroutes au profit du réseau routier secondaire, lequel n'est pas taxé,,.
Interrogé sur le sujet en 2017, le ministre Maxime Prévot annonce que seulement 18 à 20 % du trafic de camions circule sur le réseau gratuit. Il annonce des études visant à déterminer si certaines routes ont vu une augmentation particulière du trafic. Le cas échéant, il sera possible de rendre certaines voies payantes ou de les interdire au trafic de poids lourds.
Les poids lourds appartenant aux administrations communales ne sont pas exemptés, ce qui est la source de critiques.

### Danemark
À partir du 1er janvier 2025, la redevance doit être mise en place au Danemark pour les camions de plus de 12 tonnes, et par conséquent l'utilisation de l'Eurovignette doit cesser. En 2027, cela doit être étendu à tous les camions de plus de 3,5 tonnes. Le prix est basé sur la masse du véhicule ainsi que sur sa classe d'émission de CO2.

### France
L'incendie du tunnel du Mont-Blanc (1999) a aussi incité la France à mieux sécuriser ces infrastructures, notamment en appliquant dans les tunnels du Fréjus et du Mont Blanc une capacité réduite, une distance minimale imposée entre les véhicules, une circulation par alternance et à sens unique pour les poids lourds.
La redevance est portée depuis de nombreuses années par les partis écologiques et diverses collectivités dans les débats sur la mobilité durable.
L'association négaWatt en fait une de ses propositions phare sur ce thème, qui permettrait de financer les reports modaux de transport et plus impérativement de freiner la croissance du transport routier de marchandises (mesuré en tonne-kilomètres) à la source en agissant sur son coût, au profit d'une économie relocalisée.
Lors du Grenelle Environnement, le projet de mettre en place en France cette redevance, préparé dans le cadre de la gouvernance à cinq, et avec un suivi interministériel fort a obtenu selon Dominique Bussereau (secrétaire d'état chargé des transports lors du Grenelle de l'Environnement) et selon Nathalie Kosciusko-Morizet (secrétaire d'état chargée de l'écologie du 19 juin 2007 au 14 janvier 2009, puis ministre de l'écologie du 14 novembre 2010 au 22 février 2012), qui ont tous deux travaillé à la mise en place de cette redevance un large consensus. Le gouvernement français a donc initié sa mise en place sur le territoire sur une partie du réseau routier (près de 12 000 km de routes nationales et 2 000 km de routes départementales) avec comme spécificités  française un système de contrôle et d'enregistrement des poids lourds via satellite, ce qui impliquait d'équiper chaque poids lourd d'une puce GPS permettant de savoir quand il entre ou sort du territoire français et quelle distance il y parcourt. Ceci devait fiabiliser le système de facturation, mais avec un impact budgétaire significatif (le système de gestion pourrait représenter 20 à 25 % des recettes générées).
Les recettes devaient être reversées à l'agence de financement des infrastructures de transport de France (AFITF) et aux collectivités afin de contribuer au développement des alternatives modales. Celles-ci auraient pu représenter 1,2 milliard d'euros par an, dont 200 millions seraient revenus au prestataire de gestion.
Finalement le 9 octobre 2014, Ségolène Royal et Alain Vidalies, le secrétaire d’État chargé des transports, ont décidé de « suspendre sine die le dispositif de l’écotaxe », dans sa version pourtant révisée de « péage transit poids lourds ». L’abandon de l’écotaxe devrait coûter près d’un milliard d’euros à l’État.

#### Phase de test
La région Alsace devait être la première à mettre en œuvre cette procédure (initialement prévue en 2011 puis reportée à mars 2013 puis suspendue sine die le 10 octobre 2014). C'était une demande ancienne des administrations régionales et départementales qui doivent subir le passage sur les routes alsaciennes d'un certain nombre de camions qui évitent tout ou partie du réseau payant allemand en faisant le détour par la Lorraine et l'Alsace où ils endommagent sans le payer le réseau routier. La redevance devait porter sur l'axe nord-sud, mais uniquement sur le « réseau routier non concédé », c'est-à-dire hors autoroutes privatisées. Cette particularité était jugée inique par les partis écologistes. Cependant, selon Dominique Bussereau (en 2014), cette disposition était inévitable car dans le contexte européen il n'est pas permis de cumuler sur une même route un péage autoroutier et un autre moyen de collecter une taxe poids-lourd, même en déduisant la taxe du prix du péage.
Cette redevance expérimentale devrait s'appliquer à tout poids lourd transportant des marchandises d'un poids supérieur à 12 tonnes quel que soit son pays d'immatriculation.

#### Déploiement sur tout le territoire français mi-2013
Quelques mois après cette phase de test, il était prévu que la redevance puisse entrer en vigueur sur 1 % environ du réseau routier de tout le territoire français à une date plusieurs fois reportée pour des raisons techniques d'abord puis abandonnée pour des raisons politiques. Elle devait concerner dans un premier temps tous les poids lourds dont la PTAC dépasse 3,5 tonnes. Son taux devait être compris entre 0,088 à 0,154 € du kilomètre, en fonction du nombre d'essieux, du PTAC et de la classe de rejet EURO.

### Pays-Bas
Un projet de péage kilométrique existe, mais a été plusieurs fois repoussé (ex : de 2009,à 2011, pour raisons de trop grande complexité officiellement.)

### Pologne
La redevance kilométrique est en place depuis 2011. Le système e-TOLL (pl) a remplacé le paiement manuel à partir de 2021. Tous les véhicules de plus de 3,5 tonnes sont concernés.

### Portugal
L'écotaxe est en place depuis 2013.

### République tchèque
La redevance est calculée sur la base du nombre d'essieux, pour les véhicules de plus de 12 tonnes uniquement. Le système est mise en place sur les autoroutes, mais pourrait ensuite être étendu au  réseau de routes nationales.

### Royaume-Uni
Au Royaume-Uni ou en Grande-Bretagne, les poids lourds étrangers de plus de 12 tonnes sont taxés à la durée de parcours en fonction du type de véhicule, du poids total et des essieux.
Comme dans d'autres pays, les autocars n'y sont pas assujettis.

### Slovaquie
L'écotaxe est en place depuis 2010.

### Suisse
La RPLP (votée par le peuple suisse) est mise en place dès le 1er janvier 2001, dans le cadre de la sécurité routière, de la lutte contre la pollution routière, de la gestion intérieure de la mobilité et dans le cadre plus général des négociations entre la Suisse et l'Union européenne concernant la régulation du trafic de marchandises à travers les Alpes suisses. Bien qu'inachevées, les négociations ont abouti sur un accord du relèvement de la limite du poids des camions de 28 à 40 tonnes. En échange, la Confédération peut mettre en place un système de péage pour les camions, une augmentation du trafic routier étant à prévoir avec le relèvement du poids. Un système de dosage et de restrictions au tunnel routier du Saint-Gothard a également été mis en place.
Les réseaux sociaux et réseaux d’action publique (policy networks) ont aussi contribué à ce verdissement (« écologisation ») des politiques de transports, plus ou moins rapide selon les régions. Outre l'Association Transports et Environnement (ATE), l'association suisse « Initiative des Alpes » y a contribué. Créée le 25 février 1989 avec comme objectif de protéger les régions alpines contre les effets négatifs du trafic de transit et de les préserver comme espace de vie pour les animaux, les humains et les plantes, elle a joué un rôle facilitateur pour la mise en place de ces mesures, notamment via son initiative populaire (dite « Initiative des Alpes ») qui demandait l'inscription de cet objectif dans la constitution suisse. L'initiative fut adoptée par la majorité des votants et des cantons le 20 février 1994.

#### Historique
La redevance poids lourds liée aux prestations fait partie d'un engagement de la Confédération suisse dans un processus de passage du trafic marchandise par les voies alpines vers le rail, plusieurs votations en ont jeté les bases :
- 1992 : acceptation du projet de Nouvelles lignes ferroviaires à travers les Alpes[32] ;
- 1994 : approbation de l'initiative populaire « Pour la protection des régions alpines contre le trafic de transit »[33] ;
- 1998 : acceptation de la RPLP[34] ;
- 2000 : accords entre la Suisse et l'Union européenne[35] ;
- Développement de l'écotaxe en Suisse[36].
- 2004 : rejet du projet de construction d'un deuxième tube autoroutier au Saint-Gothard[37].
- 2016 : acceptation d'un référendum facultatif pour la construction d'un second tube autoroutier au Saint-Gothard permettant la réfection du premier tube sans interrompre le trafic.

#### Applications
La RPLP sert en quelque sorte de contre-poids à l'augmentation de la limite du poids des camions, qui est passée de 28 à 34 tonnes en 2001 et à 40 tonnes en 2005. Elle est appliquée pour les véhicules de plus de 3,5 tonnes, suisses et étrangers, transportant des passagers ou des marchandises sur l'ensemble du réseau routier public. La redevance est calculée à partir de trois bases :
- les kilomètres parcourus sur le territoire suisse ;
- le poids du véhicule ;
- les émissions de polluants du véhicule.

Le calcul pour connaître le prix de la redevance est : multiplication du poids du véhicule en tonnes par les kilomètres parcourus en Suisse et multiplication du résultat par le prix fixé pour les émissions de polluants, qui sont classées en trois catégories :
- catégorie de redevance 1 : Euro 0, 1 et 2 : 0,030 7 franc suisse ;
- catégorie de redevance 2 : Euro 3 : 0,026 6 franc suisse ;
- catégorie de redevance 3 : Euro 4, 5 et 6 : 0,022 6 franc suisse.

Les catégories Euro de 0 à 6 correspondent à une valeur d'émissions de polluants. En 2005, les redevances ont été recalculées et changées en raison de l'entrée d'une nouvelle limite de poids à 40 tonnes au lieu de 34 tonnes. Le poids est calculé sur le total que le camion peut transporter ; si le camion n'est pas plein, la redevance ne baissera pas. Cette mesure incite donc les entreprises à ne pas faire de voyage à vide. La base de la redevance est qu'un camion de 40 tonnes faisant le voyage Bâle-Chiasso par l'autoroute A2(environ 300 km) soit facturé 325 CHF.

## Limites et effets connexes
Lorsqu'une telle taxe est mise en place uniquement dans une ville, une région ou un pays, un certain nombre de véhicules vont préférer se détourner vers des axes alternatifs, soit que le détour induit est psychologiquement jugé plus avantageux, soit que le surcoût en temps et en argent perdu par rapport au paiement de la taxe est jugé pertinent. Le coût financier de ce détour augmente pour son auteur lorsque le prix des carburants augmentent. 
Ainsi, comme cela avait été prévu par les études de faisabilité de la redevance, un certain nombre de camions se sont détournés vers l'Allemagne, l'Autriche, l'Italie ou la France lorsque la Suisse a mis sa redevance en place . Les taxes allemandes ont détourné certains véhicules vers l'Alsace, ce pourquoi les élus et collectivités d'Alsace ont été nombreux à demander la mise en place d'une taxe similaire sur leur territoire. Concernant les Alpes, une analyse des détours faits par les poids-lourds a conclu que ces derniers « n’empruntent que rarement les itinéraires les plus courts ». Un phénomène similaire existe pour les autoroutes payantes inutilisés par certains conducteurs qui préfèrent prendre plus de temps ou faire plus de kilomètres. La perception des avantages, inconvénients ou contraintes du détour, de même que sa définition, varient selon les contextes dans les différents pays alpins. Ces détours ont aussi un coût sanitaire et environnemental. En effet, ils passent souvent par des zones plus habitées et peuvent impliquer une consommation plus importante de carburant (parfois pondérée par une vitesse plus lente).

## Pays avec une vignette
Les Pays-Bas , Danemark, Luxembourg, et Suède utilisent l'Eurovignette.
En 2023, neuf États européens avaient une vignette pour les poids lourds : Danemark, Estonie, Lettonie, Lituanie, Luxembourg, Pays-Bas, Roumanie, Royaume-Uni et Suède.